# C.A. Jensen
 Der er for få eller ingen kildehenvisninger i denne artikel, hvilket er et problem. Du kan hjælpe ved at angive troværdige kilder til de påstande, som fremføres i artiklen.

Christian Albrecht Jensen, kendt som C.A. Jensen (født 26. juni 1792 i Bredsted ved Husum, død 13. juli 1870 i København) var en dansk guldaldermaler med speciale i portrætter.
Han blev født i hertugdømmet Slesvig og blev som 18-årig optaget på Kunstakademiet i København, hvor han blev uddannet til portrætmaler af C.A. Lorentzen. I 1813 modtog han Akademiets lille sølvmedalje, men valgte alligevel at forlade stedet til fordel for Kunstakademiet i Dresden.
Studierejser
Med midler fra Fonden ad usus publicos drog han i 1818 ud på en længere studierejse, som bragte ham over Wien, Venedig, Bologna, Firenze og til sidst til Rom, hvor han bosatte sig i tre år.
Studierejsen modnede ham kunstnerisk set, og i sine portrætter udviklede han en intim skildring af den afbildedes ansigtstræk, eksempelvis i den række af portrætter han udførte af kredsen omkring Bertel Thorvaldsen.
Hjemme i København, 1822-1823, var portrætkunsten domineret af akademiprofessor C.W. Eckersbergs nøgterne og nyklassicistiske portræt- og figurbehandling, men snart vandt C.A. Jensens mere psykologiske portrætstil frem, og op gennem 1820'erne oplevede han en stigende efterspørgsel.
Trods kongehusets bevågenhed havde C.A. Jensen svært ved at opnå officiel anerkendelse. I 1829 blev han således forbigået ved besættelsen af det ledige professorat ved Kunstakademiet efter C.A. Lorentzen. 
Dalende interesse for hans portrætstil
Efter 1830 begyndte interessen for C.A. Jensens intime portrætstil at dale og han kom i økonomiske vanskeligheder, som han søgte at afhjælpe ved at male kopier efter ældre malerier til portrætsamlingen på Frederiksborg Slot. I årene efter 1837 rejste han ofte til udlandet for at skaffe sig bestillinger og udførte i den forbindelse 11 portrætter af berømte astronomer til observatoriet i Pulkova nær Skt. Petersborg. 
1840'erne bragte yderligere nedgang i bestillingerne, som bl.a. var affødt af at hans politiske holdning ikke harmonerede med tidens nationalistiske strømninger, samt af en voldsom kritik af hans malestil fra periodens toneangivende kunstkritiker, N.L. Høyen. Han indstillede næsten helt sin malevirksomhed i 1848.
1835 blev han titulær professor og 1858 Ridder af Dannebrog.
C.A. Jensen er begravet på Holmens Kirkegård.

## Galleri
| - 'Kendte værker' fra infoboksen - Cathrine Jensen, født Lorenzen, kunstnerens hustru, 1825 - Cathrine Jensen med turban, 1842-44 - Portræt af N.F.S. Grundtvig 1843 |

| - Andre portrætter af C.A. Jensen - Billedhuggeren Hermann Ernst Freund, 1819-20 - Birgitte Sobotker Hohlenberg, 1826 - Adam Gottlob Oehlenschläger, 1832 - Christoffer Wilhelm Eckersberg, 1832 - H.C. Andersen, 1836 - William Martin Leake, 1838 National Portrait Gallery - Carl Friedrich Gauss, 1840 - Jacob Scavenius Fibiger, krigsminister, 1850'erne - Anton Frederik Tscherning, krigsminister, 1851 - Andreas Gottlob Rudelbach, 1858 |